# Roc de l'Àliga (les Valls d'Aguilar)
{{Infotaula indret

|localitzacio = Les Valls d'Aguilar (Alt Urgell)
}}
El Roc de l'Àliga és una muntanya de 1.151 metres que es troba al municipi de les Valls d'Aguilar, a la comarca de l'Alt Urgell. Prop del cim hi ha un búnquer, l'antic centre de comandament i observació del centre de resistència de Músser.